# Derek Landy
Derek Landy, född 1974, är en irländsk författare och manusförfattare. Han skrev böckerna om Skulduggery Pleasant.

### The Demon Road Trilogy
- The Demon Road Trilogy: Demon Road
- The Demon Road Trilogy: Desolation
- The Demon Road Trilogy: American Monsters

### Diverse
- Doctor Who
- The Black Order
- Marvel Comics #1000
- The Falcon and the Winter Soldier